# Marcos Juárez Airport
Marcos Juárez Airport är en flygplats i Argentina.   Den ligger i provinsen Córdoba, i den centrala delen av landet, 400 km nordväst om huvudstaden Buenos Aires. Marcos Juárez Airport ligger 115 meter över havet.
Terrängen runt Marcos Juárez Airport är mycket platt. Närmaste större samhälle är Marcos Juárez, 4,4 km öster om Marcos Juárez Airport.
Trakten runt Marcos Juárez Airport består till största delen av jordbruksmark. Runt Marcos Juárez Airport är det glesbefolkat, med 10 invånare per kvadratkilometer.